# قوات الطوارئ الخاصة السعودية
قُوّات الطَّوارئ الخاصَّة السُّعُوديَّة إحدى الأفرع الرئيسية الهامة الخاضعة لرئاسة أمن الدولة وتستخدم قوات الطوارئ في عمليات حفظ النظام كتفريق المظاهرات، وإنقاذ الرهائن والمخطوفين ومقاومة الاعتصام ومكافحة شتى أنواع الإرهاب والتخريب اللذين يعرضان السلامة العامة للخطر، كما تقوم قوات الطوارئ الخاصة بأي مهمات أخرى تكلف بها كإسناد قوات الشرطة في مختلف مناطق المملكة عند الضرورة. وتساهم مع غيرها من القوات شبه العسكرية الأخرى في سبيل المحافظة على النظام وخصوصا في موسم الحج.

## ضم القطاع لرئاسة أمن لدولة
كانت قوات الطوارئ الخاصة تابعةً لوزارة الداخلية حتى ضمّها في 1 نوفمبر 2017 إلى رئاسة أمن الدولة إلى جانب 5 قطاعات أمنيّة أخرى.